# Tetramorium isipingense
Tetramorium isipingense är en myrart som beskrevs av Auguste-Henri Forel 1914. Tetramorium isipingense ingår i släktet Tetramorium och familjen myror. Inga underarter finns listade i Catalogue of Life.